# گاه‌شماری خورشیدی تایلندی
گاه‌شماری خورشیدی تایلندی (به تایلندی: สุริยคติ) گاه‌شماری‌ست که در سال ۱۸۸۸ میلادی به وسیله پادشاه این کشور، همردیف گاهشماری میلادی برگزیده شد. این گاه‌شمار هم‌اکنون گاه‌شمار رسمی در تایلند است و در آن تاریخ‌های گاه‌شمار کهن تایلندی که قمری بود همچنان بکار می‌رود. سال نیز از ۵۴۳ پیش از میلاد که به زمان بودا بازمی‌گردد، آغاز می‌شود.

## ماه‌ها
نام این ماه‌ها از اسامی هندوی برج‌های فلکی مشتق شده‌اند. اسامی ماه‌های ۳۰ روزه به ayon (-อายน) ختم می‌شوند، که از ریشه سانسکریت -āyana به معنی «ورود» است. پایان اسامی ماه‌های ۳۱ روزه akhom (-อาคม) از ریشه سانسکریت āgama (هم‌ریشه با Come انگلیسی) است و به معنای ورود.
نام ماه فوریه با phan (-พันธ์) از ریشهٔ سانسکریت bandha به معنی «بندکشیده» یا «بسته» به پایان می‌رسد. روزی که به ماه فوریه در سال کبیسه خورشیدی اضافه می‌شود، Athikasuratin (อธิกสุรทิน(است از ریشهٔ سانسکریت adhika به معنی اضافه شده یا اضافی (هم‌ریشه با Add انگلیسی).
| میلادی  | تایلندی  | مخفف   | آوانویسی         | سانسکریت               | بُرج فلکی |
| ------- | -------- | ------ | ---------------- | ---------------------- | -------- |
| ژانویه  | มกราคม   | ม. ค.  | mokarakhom       | mokara (هیولای دریایی) | جَدْیْ      |
| فوریه   | กุมภาพันธ์  | ก. พ.  | kumphaphan       | kumbha (پارچ)          | دَلو      |
| مارس    | มีนาคม    | มี. ค.  | minakhom         | mīna (نوعی ماهی)       | حوت      |
| آوریل   | เมษายน   | เม. ย. | mesayon          | meṣa (قوچ)             | حَمـَل     |
| مه      | พฤษภาคม  | พ. ค.  | phruetsaphakhom  | vṛṣabha (گاو نر)       | ثَور      |
| ژوئن    | มิถุนายน   | มิ. ย.  | mithunayon       | mithuna (جفت)          | جَوزا     |
| ژوئیه   | กรกฎาคม  | ก. ค.  | karakadakhom     | karkaṭa (خرچنگ)        | سرطان    |
| اوت     | สิงหาคม   | ส. ค.  | singhakhom       | siṃha (شیر)            | اسد      |
| سپتامبر | กันยายน   | ก. ย.  | kanyayon         | kanyā (دختر)           | سُنبُله    |
| اکتبر   | ตุลาคม    | ต. ค.  | tulakhom         | tulā (تعادل)           | میزان    |
| نوامبر  | พฤศจิกายน | พ. ย.  | phruetsachikayon | vṛścika (عقرب)         | عقرب     |
| دسامبر  | ธันวาคม   | ธ. ค.  | thanwakhom       | dhanu (کمان)           | قَوس      |

## نگارخانه

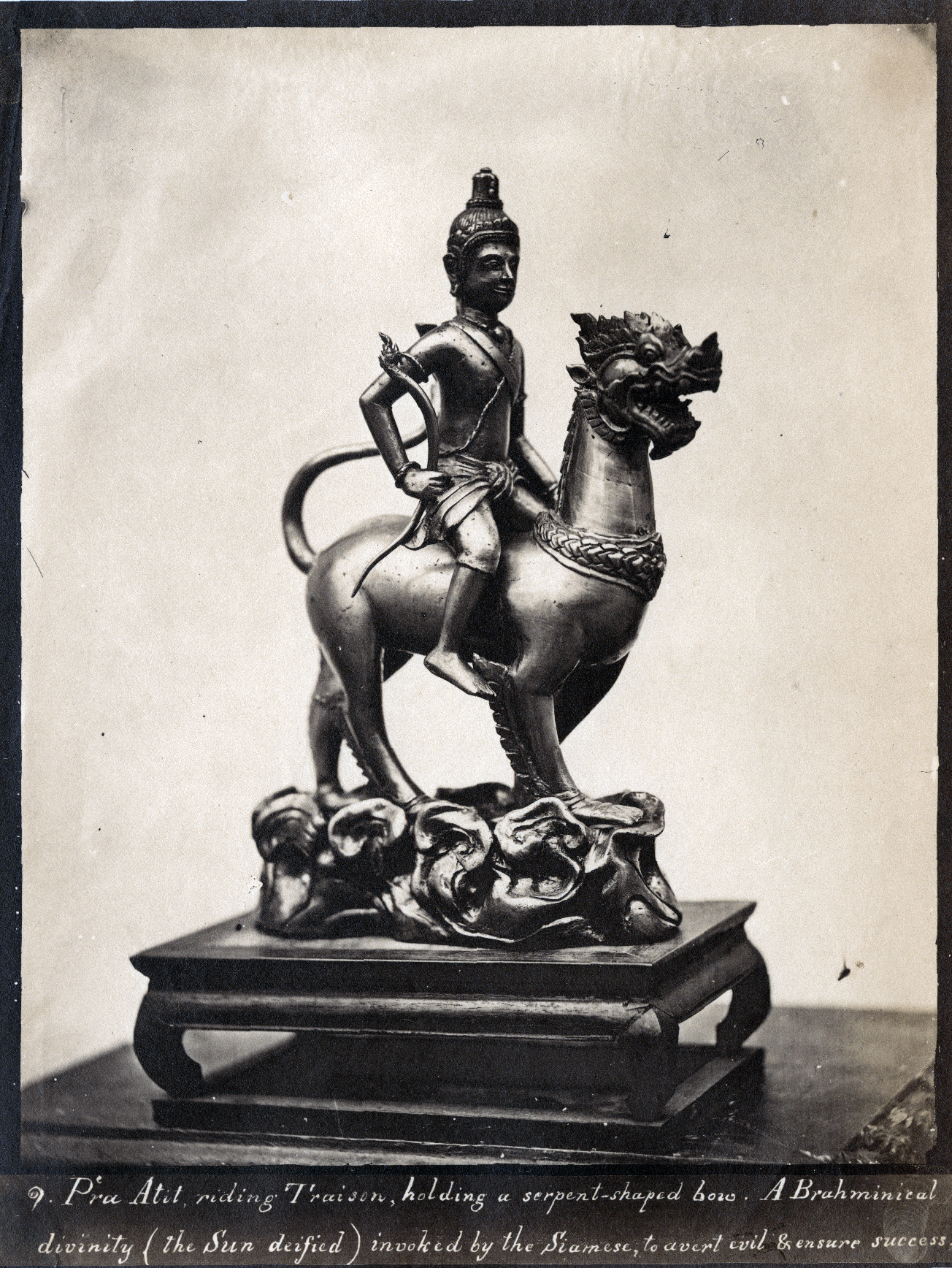
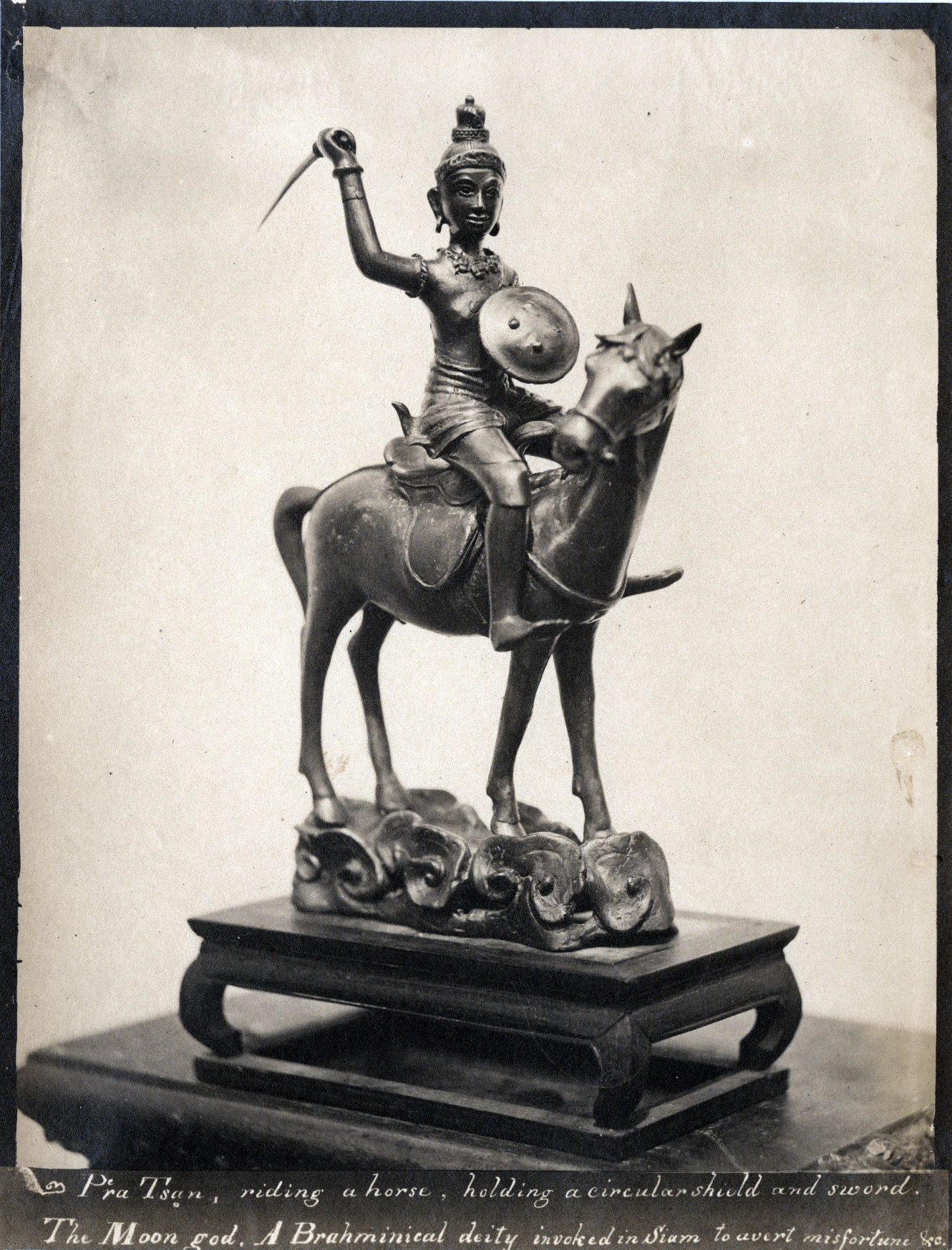
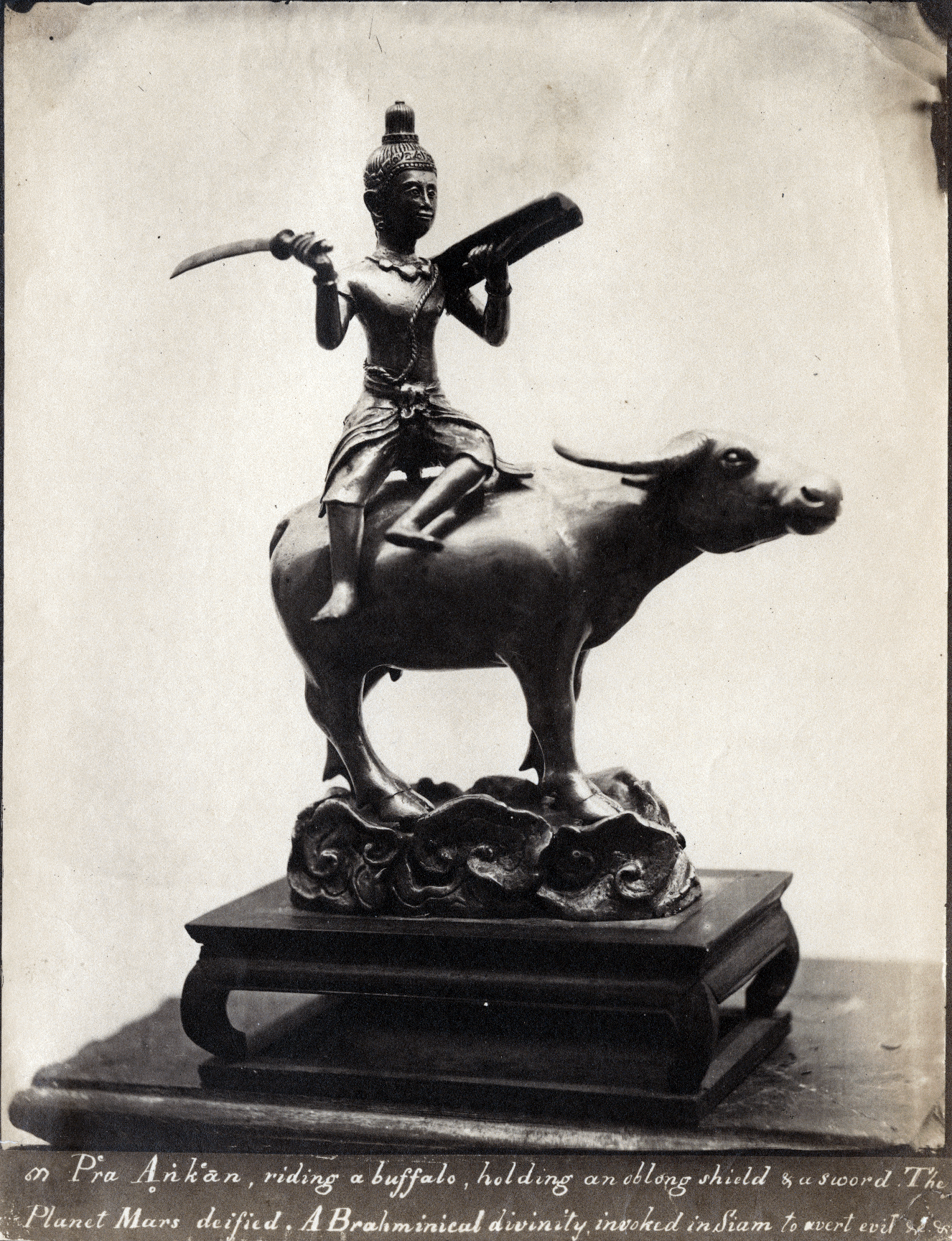
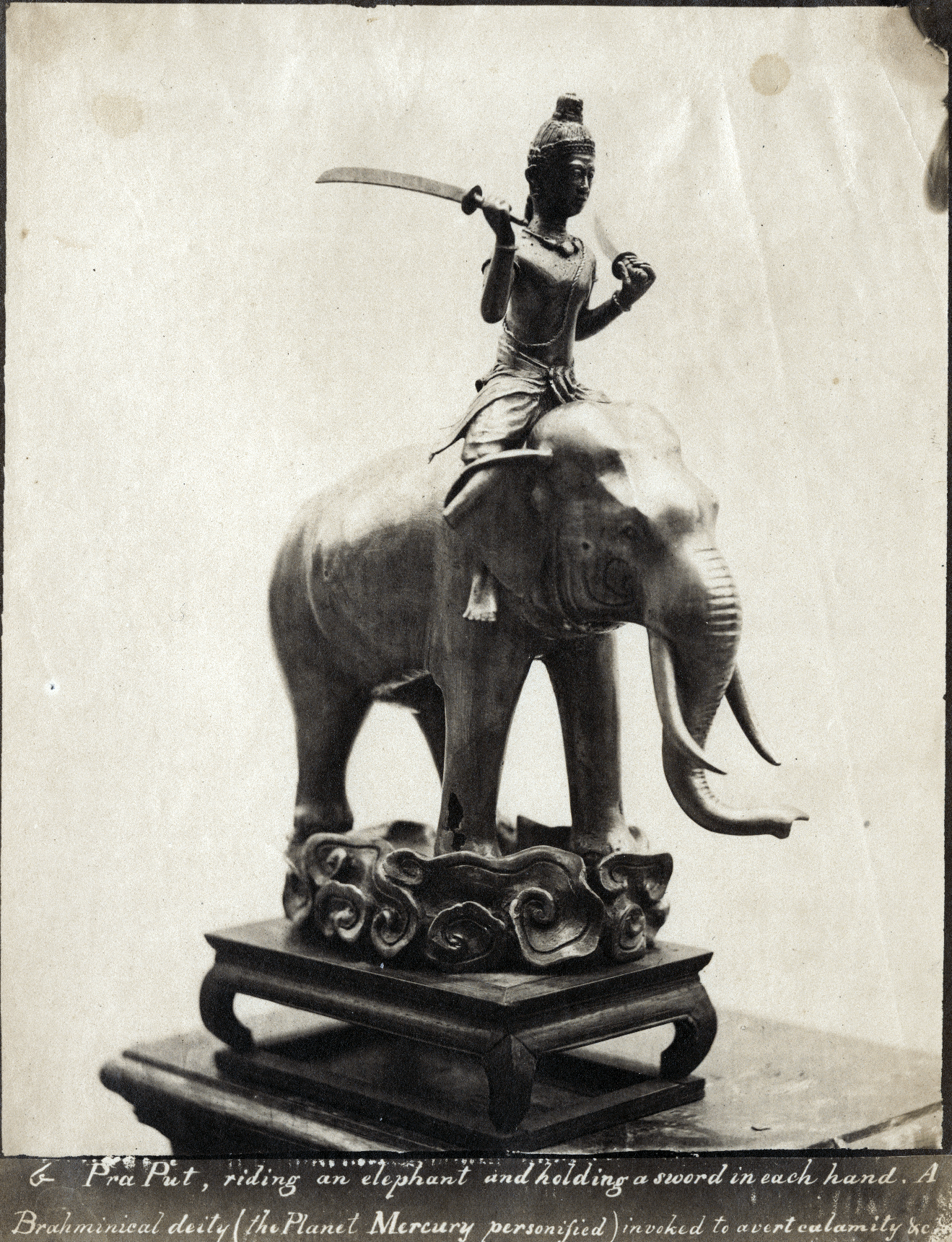
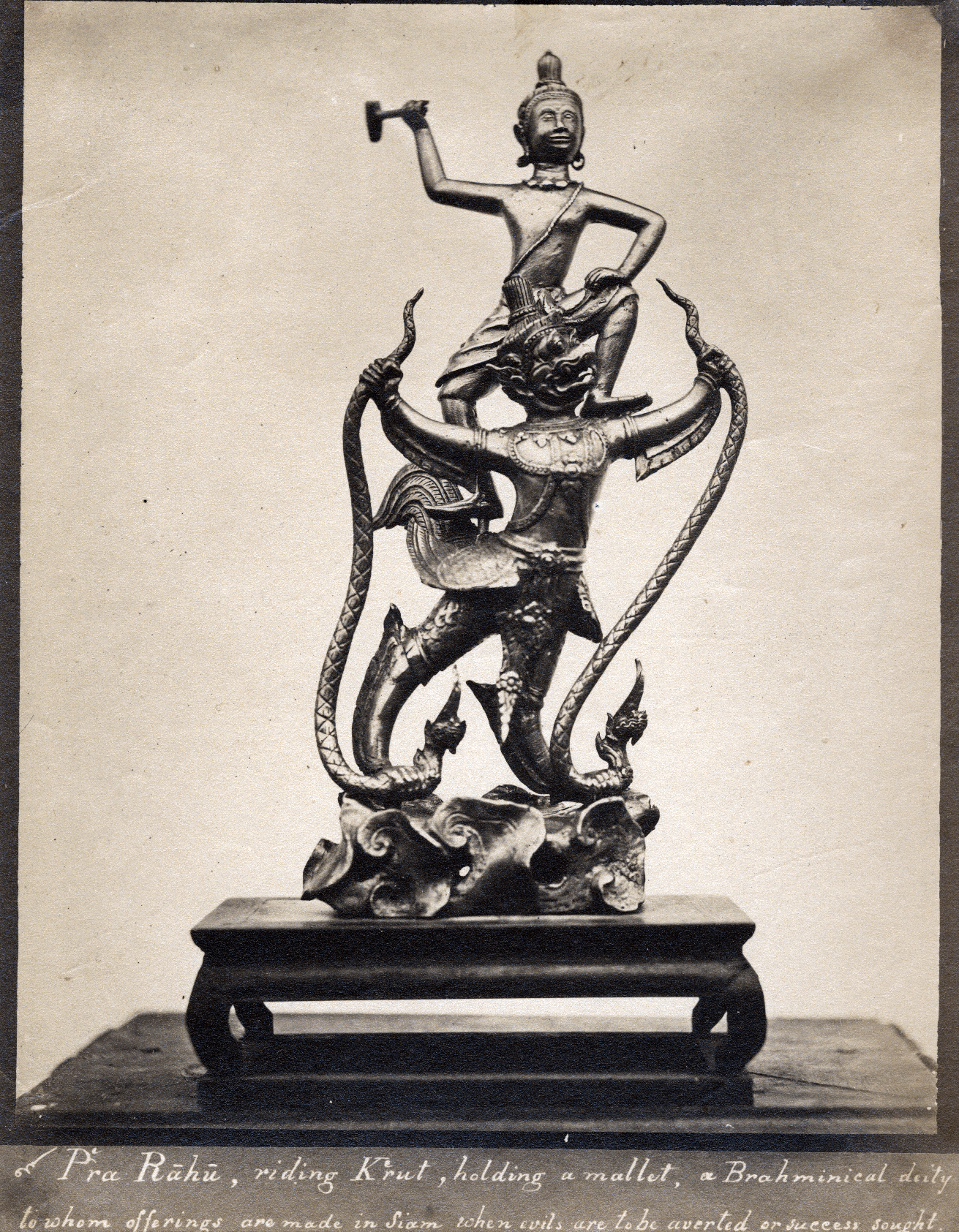
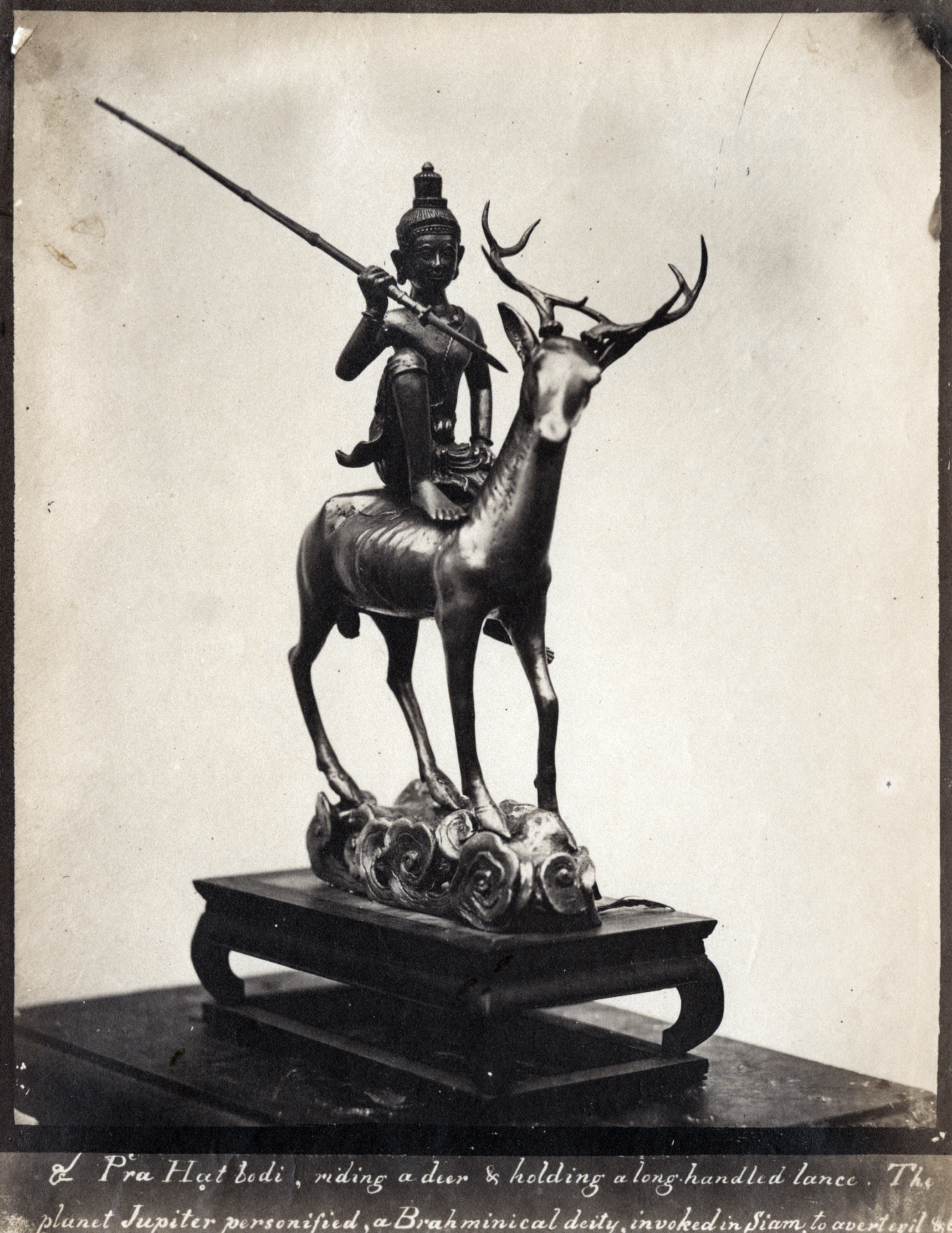
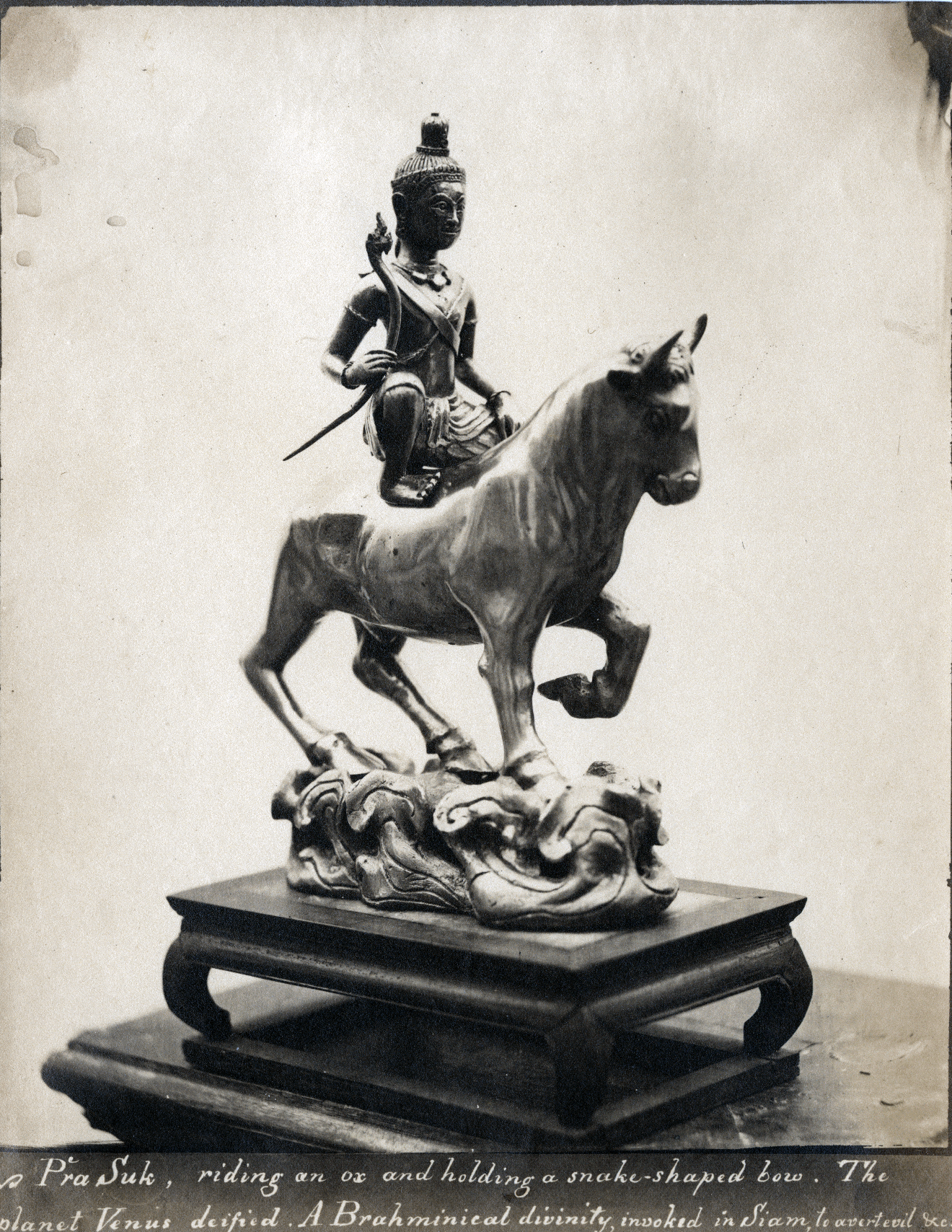
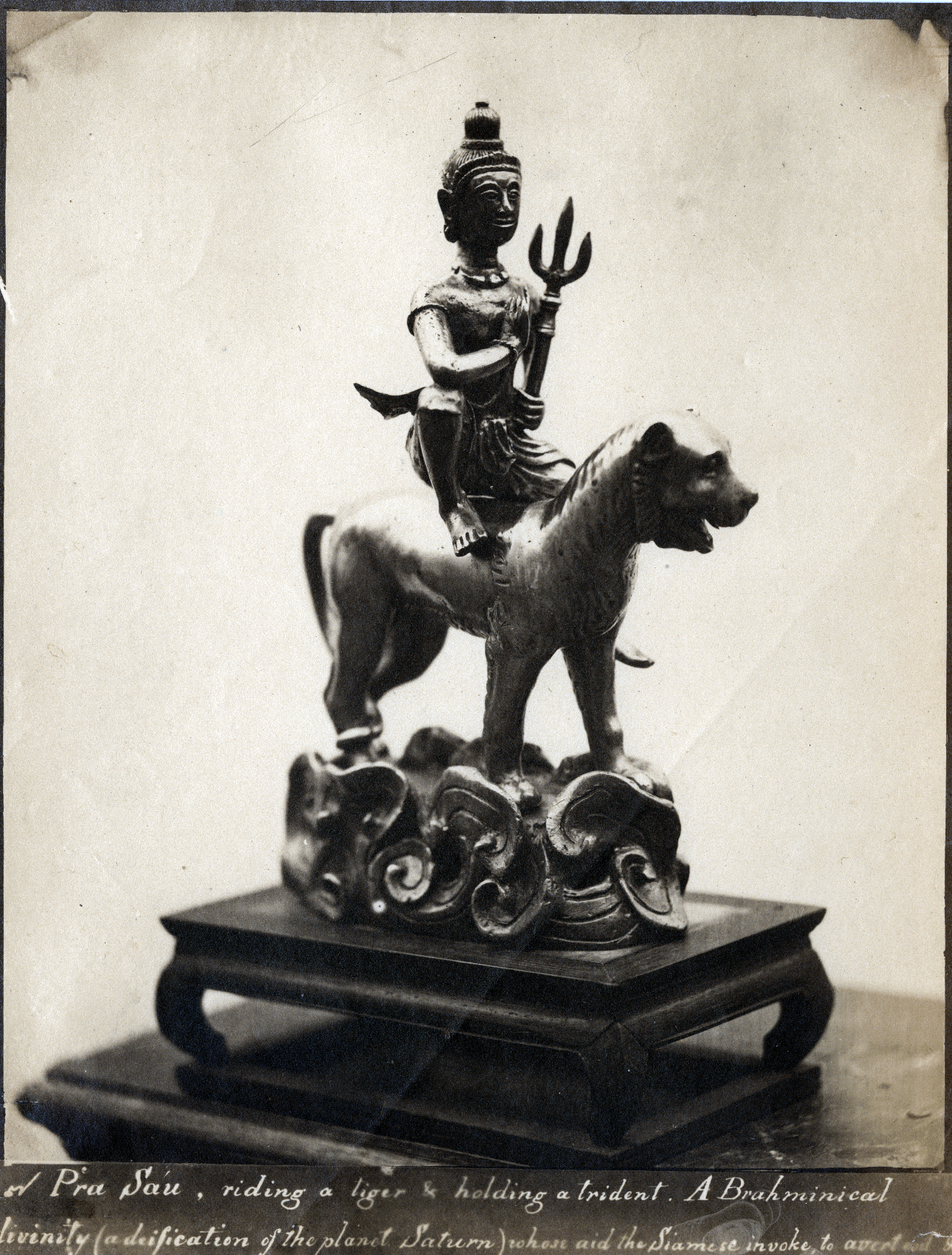